# 胡慧冲
胡慧冲（英語：Roger Wu Wai Chung，1964年2月21日—），香港旅遊專欄作家、旅遊節目主持、填詞人，有「泰國通」之稱，早年移居泰國曼谷至今。現閒時會為自己的音樂作品填詞和演唱，以及替無綫電視主持泰國旅遊節目或撰寫《巴士的報》專欄。

## 背景

### 早年生活
胡慧冲一名稱由其外公所改，寓意「聰慧」及「一飛冲天」。他早年居住在沙田新翠邨。小時候因為家庭問題被父母送到任職牙醫的外公、位於九龍旺角彌敦道皇上皇大廈的家中生活，唯一一名胞姊則與父母同住，父母皆是公務員。他在1977年畢業於東華三院羅裕積小學（同屆同學有女演員雪梨 ，曾留級一年且無心向學。及後在應考升中試時，外婆受街坊的說話影響替他填上「利瑪竇書院」為升中派位第一志願。結果升上昔日位於深水埗的利瑪竇書院中文部（鴨寮街分校、九龍第三校）。由於中一至中二時的成績名列前茅，於是中三時轉讀英文部，考獲全級第一。中四期間就讀利瑪竇書院海壇街分校。當時選讀理科的他與藝人溫兆倫為高中同班同學，但成績轉差。最終在香港中學會考中，除了中英文科之外，其他科目全部只考獲僅僅及格或不合格的等第，沒有應考部分科目。
胡慧冲往後到勞工處尋找招聘啟示，獲一所建築公司聘用為文員。同時在1982年被一位曾在利瑪竇書院教導他的老師勸他重讀高中課程，遂於樂善堂余近卿英文夜中學重讀中四。最後在該校讀至中六畢業。他童年至初中階段的生活較為孤獨。既沒有朋友，又會經常與自己家中的玩具模型談話。至高中階段才多與同學交談。而在夜校時期是學生會幹事。亦會參與歌唱和戲劇比賽。當年胡慧冲在早上兼職惠康超級市場理貨員，晚上上課。經過發奮努力後，他在1984年香港中學會考中考獲有B和C級優異成績。不過因為花了較多時間於課外活動上，所以在1985年參加香港高等程度會考時只考獲三科及格成績。1991年到新加坡修讀高級文憑課程，一年後轉讀香港城市理工學院（即現今的香港城市大學），並取得商業文學士。

### 香港傳媒的事業
胡慧冲在1985年經外公外婆介紹，輾轉之下經剪接師湯玉明向徐小明引薦下加入亞洲電視任職幕後人員。其首個負責撰稿的節目是每集播放時間只有15分鐘的節目《我愛香港》。然而在三個月後，人力資源部高層陳灌明知道胡未能通過試用期，隨即給了他兩個選擇；一個是到晨早節目從事幕後製作，另一個是主理兒童節目。胡慧冲選擇任職兒童節目《500飛虎隊》資料搜集員。之後在1990年，製作人見他的樣子看似外向，旋即抽調對足球運動一竅不通的他參與籌備1990年國際足協世界盃錄影廠節目而不需要出鏡。惟監製不滿意他的表現，把他調到其他節目組。如是者他被安排兼任《乜都有》系列節目的主持，展開其幕前演出的事業。
胡慧冲是占士邦愛好者（James Bond），收藏了大量和占士邦有關的物品。胡慧冲當初並沒有英文名字，在電視台工作時期，他本來想取「James」為英文名字；不過因為當時電視台已有同事名叫 James, 所以只好退而求其次；他以「Roger」為英文名，靈感來自飾演占士邦的演員羅渣·摩亞（Roger Moore）。
胡慧冲在1990年代亦參演過數齣電影。事緣他在1995年於廣華街的槍店看到導演陳嘉上招聘飛虎隊演員的啟事，便前往試鏡。最終因形象配合而獲派電影《飛虎》中泰國毒犯的角色。

### 有關泰國旅遊的事業
胡慧冲於1990年第一次踏足泰國後便愛上該國。其後數年內不斷出入泰國旅遊，努力在香港的夜校學習泰語。1990年到泰國前當過義工，協助吸毒人士戒毒。他於2000年代起在香港各傳媒專欄撰寫旅遊稿推廣泰國，在2000年獲泰國政府旅遊局頒受「Friends of Thailand」獎項。同年決定離開亞洲電視。不再服務電視台的原因在於當時任職編審的他眼見公司削減人手，加上與節目監製的合作關係不融洽而自己有副業，令他心生去意。2002年正式離開亞洲電視。
他於2001年開始旅居泰國，為愛旅遊泰國的人士搜尋更新、更豐富的泰國吃喝玩樂全新旅遊景點。同時完成當地的大學課程。2002年起長居當地。後來在機緣巧合之下，在各大電視台主持旅遊節目，並在多份香港報紙及雜誌當泰國旅遊撰稿作者。從1997年開始，胡慧冲出版了眾多有關泰國旅遊及風俗文化書籍，亦擔當了13隻另類泰國遊光碟的主持；2005年起更與永安旅遊合作舉辦了多個由他帶隊的泰國豪華團。他在2006年為「sina.com」、「壹蘋果網站」及無綫生活台節目「生活放送」中主持《泰國奇趣通》環節。2007年、2009年及2010年為無綫電視「生活台」主持每週播放兩集的《潮遊泰國》節目。胡慧冲分別在2007年和2010年被《新假期》周刊選為十大旅遊之星。2015年再度獲選。此前曾在2011年獲得由泰國國家旅遊局廣東省辦事署頒受的泰國旅遊大使身份。
除了出版泰國旅遊書籍外，胡慧冲的個人網站「泰友營」是香港受歡迎的泰國旅遊網站，瀏覽率超過三千萬次以上。在2010年4月泰國紅衫軍示威事件期間，胡慧冲拍攝不少當地實況，加上粵語旁白，上載至Youtube供傳媒及香港人參考。又於同年5月在無綫電視晚間新聞即時報道紅衫軍與軍隊清場情況，且以記者身份戴上臂章、傳媒證、頭盔及避彈衣進行採訪。由2014年5月1日至2021年8月13日，胡慧冲開始逢單數月之星期四晚上主持香港電台第一台《大城小事》節目，分享泰國當時當地的人和事，之後於2021年3月14日起逢第二週的星期日早上主持同樣節目。2018年他憑歌曲〈快樂泰度〉，入圍新城勁爆頒獎禮的勁爆新人，可惜未能獲獎。

## 個人生活
胡慧冲有養三隻貓，首兩隻貓分別是雄性灰色英國短毛貓「胡慧貓」以及雌性白貓「胡白貓」。胡慧貓是由一家猫咪咖啡馆的店主送贈，而胡白貓則是他本人怕胡慧貓寂寞，而從洽圖洽週末市集給牠買回來的同伴。兩隻貓目前皆已絕育。2024年5月，胡慧冲再從寵物店購買第三隻貓Wu Wai Cat，當時牠只有兩個月大。

## 電影演出
| 年份   | 電影                                                 | 飾演角色           |
| ------ | ---------------------------------------------------- | ------------------ |
| 1996年 | 飛虎 (First Option)                                  | 泰國毒犯           |
| 1996年 | 賭神3之少年賭神 (God of Gamblers 3: The Early Stage) | Tony Morano        |
| 1997年 | 香港製造 (Made in Hong Kong)                         | 雞仔強             |
| 1997年 | 熱血最強                                             |                    |
| 1997年 | G4特工 (Option Zero)                                 | 要員保護組助理教練 |
| 1998年 | 非常警察 (Magnificent Team)                          | 銀行刧匪           |
| 2001年 | 猛鬼熱線                                             |                    |
| 2001年 | 猛鬼熱線真實個案2                                    |                    |
| 2020年 | 大盜演                                               | 肖sir              |

## 參與節目
| 年份          | 電視節目                   | 演出身份                                       | 媒體     |
| ------------- | -------------------------- | ---------------------------------------------- | -------- |
| 1985年        | 我愛香港                   | 演員                                           | 亞洲電視 |
| 1994年        | 香港愛情檔案               | 節目訪問嘉賓                                   | 亞洲電視 |
| 1995年-1996年 | 真係乜都有                 | 泰國篇特約採訪記者                             | 亞洲電視 |
| 1994年-2000年 | 今日睇真D                  | 泰國篇特約節目主持                             | 亞洲電視 |
| 2000年        | 香港睇真D                  | 泰國篇特約節目主持                             | 亞洲電視 |
| 2005年        | 開心假期泰好玩             | 節目主持（與珈潁合作節目主持）                 | 亞洲電視 |
| 2006年        | 泰國奇趣通                 | 節目主持                                       | 無綫電視 |
| 2007年        | 近廚得食第三輯             | 泰國篇節目主持                                 | 無綫電視 |
| 2007年-2010年 | 潮遊泰國                   | 節目主持                                       | 無綫電視 |
| 2012年        | 亞視百人                   | 節目訪問嘉賓                                   | 亞洲電視 |
| 2012年        | 泰國新冲動                   | 節目主持（與陳俞希和蔡瑩瑩合作節目主持）       | NOW TV   |
| 2012年        | 千奇百趣東南亞             | 泰國篇節目主持                                 | 無綫電視 |
| 2014年        | 香港人漂流記               | 泰國篇節目訪問嘉賓                             | 無綫電視 |
| 2014年        | 今日VIP                    | 節目訪問嘉賓                                   | 無綫電視 |
| 2016年        | 學是學非                   | 泰國篇節目嘉賓（與梁嘉琪和湯洛雯合作節目主持） | 無綫電視 |
| 2016年        | Do姐有問題                 | 泰國篇節目主持                                 | 無綫電視 |
| 2016年-2019年 | 冲遊泰國（第1-5輯）        | 節目主持                                       | 無綫電視 |
| 2017年        | Ben Sir睇樓團              | 節目嘉賓                                       | 無綫電視 |
| 2017年        | 使徒行者 臥底遊戲          | 節目嘉賓                                       | 無綫電視 |
| 2018年        | Do姐有問題                 | 泰國篇節目主持                                 | 無綫電視 |
| 2018年        | 一帶一路一狀元             | 節目嘉賓                                       | 無綫電視 |
| 2019年        | Do姐有問題                 | 泰國篇節目主持                                 | 無綫電視 |
| 2020年        | 你還好嗎                   | 泰國篇節目主持                                 | 無綫電視 |
| 2021年        | 疫後遊                     | 節目主持                                       | 無綫電視 |
| 2022年        | 復刻古靈精怪東南亞：泰國篇 | 節目主持                                       | 無綫電視 |
| 2022年        | 冲遊泰國（第7輯）          | 節目主持                                       | 無綫電視 |
| 2023年        | 冲遊泰國（第8輯）          | 節目主持                                       | 無綫電視 |

## 演出香港電視廣告
- 玉泉忌廉汽水
- 惠康超級市場
- IDD 007長途電話
- 泰國人海南雞

## 派台歌曲成績
| 派台歌曲成績 | 派台歌曲成績 | 派台歌曲成績 | 派台歌曲成績 | 派台歌曲成績 | 派台歌曲成績 | 派台歌曲成績           | 派台歌曲成績 |
| ------------ | ------------ | ------------ | ------------ | ------------ | ------------ | ---------------------- | ------------ |
| 唱片         | 歌曲         | 903          | RTHK         | 997          | TVB          | 備註                   |              |
| 2016年       |              |              |              |              |              |                        |              |
|              | 唱。好泰國   | -            | -            | -            | -            | 無綫電視節目《》主題曲 |              |
| 2018年       |              |              |              |              |              |                        |              |
|              | 快樂泰度     | -            | -            | 19           | -            | 無綫電視節目《》主題曲 |              |

| 各台冠軍歌總數 | 各台冠軍歌總數 | 各台冠軍歌總數 | 各台冠軍歌總數 | 各台冠軍歌總數    |
| -------------- | -------------- | -------------- | -------------- | ----------------- |
| 903            | RTHK           | 997            | TVB            | 備註              |
| 0              | 0              | 0              | 0              | 四台冠軍歌總數：0 |

- 仍在榜上（*）

## 外部鏈結
- 胡慧冲的新浪微博
- 胡慧冲的Instagram帳戶
- 胡慧冲的Facebook專頁
- YouTube上的胡慧冲頻道
- 泰友營 （页面存档备份，存于）
- 胡說泰道
- 泰易學堂
- 做個泰國人 （页面存档备份，存于）